# Carroll Rock
Der Carroll Rock ist ein Klippenfelsen im Archipel der Heard und McDonaldinseln im südlichen Indischen Ozean. Er liegt etwa 100 m nördlich der Mündung des Challenger-Gletschers in die Corinthian Bay vor der Nordküste der Insel Heard.
Namensgeber des Felsens ist Albert Taylor Carroll (1921–2007), Wetterbeobachter einer 1948 durchgeführten Kampagne zur Insel Heard im Rahmen der Australian National Antarctic Research Expeditions.